# نانسو ساتومی هاکندن

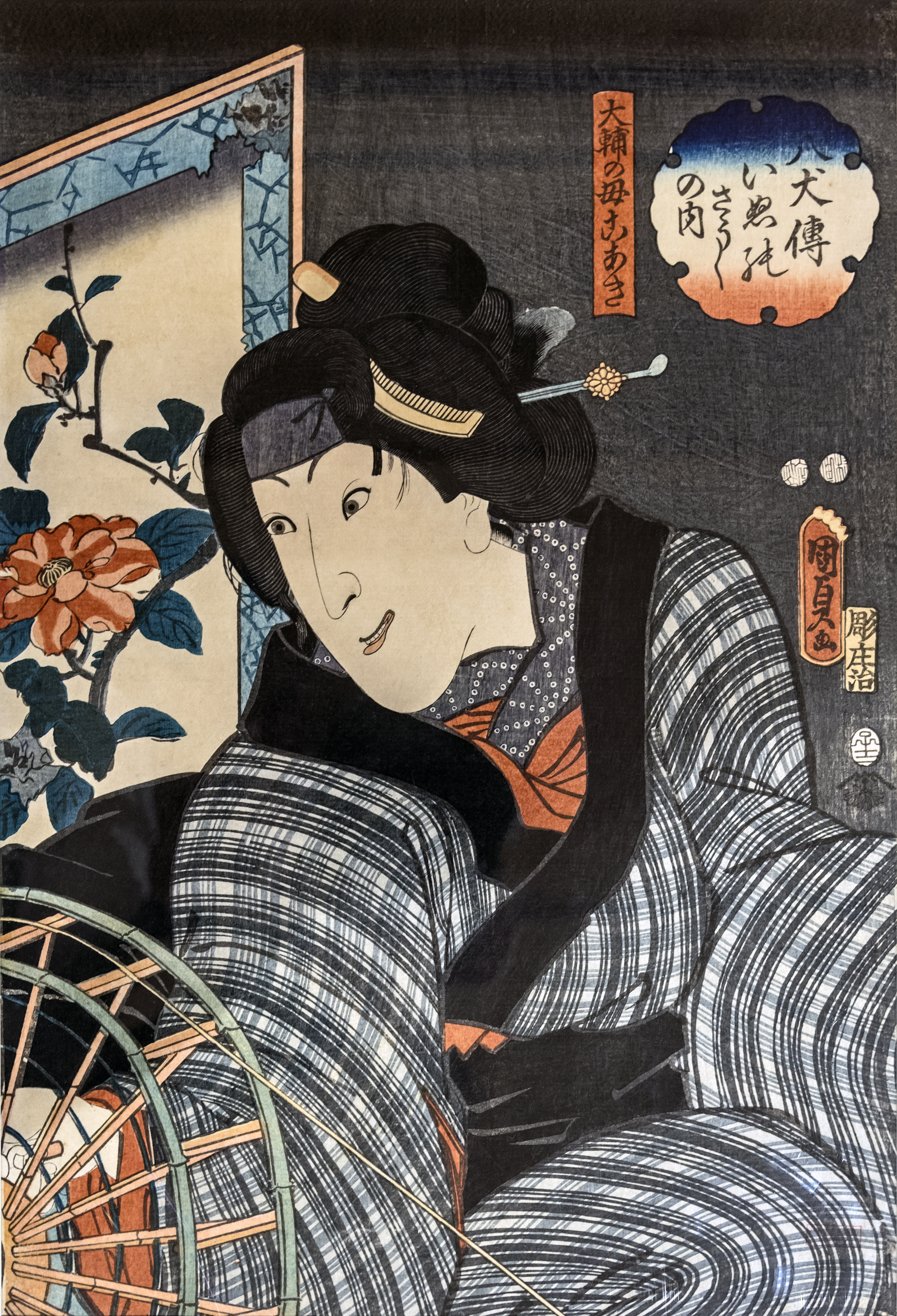
بازیگر ایوای هانشیرو در نقش «کوآکی» از شخصیت‌های این داستان، اثر اوتاگاوا کونیسادای دوم

نانسو ساتومی هاکّن دن، تاریخچه هشت سگ قهرمان خاندان ساتومیِ نانسو (ژاپنی: 南総里見八犬伝) یک رمان حماسی در ادبیات ژاپن است که در ۱۰۶ جلد، توسط تاکیزاوا باکین نوشته شده‌است. جلدهای این کتاب در طی مدت زمانی نزدیک به سی سال (۴۲–۱۸۱۴) نوشته و منتشر شد. باکین قبل از اتمام داستان کور شده بود و قسمتهای آخر را به عروسش میچی دیکته کرد.